# Valfrid Eriksson
Jon Valfrid Eriksson (i riksdagen kallad Eriksson i Överbyn), född 24 december 1879 i Vitsands församling, Värmlands län, död där 16 november 1932, var en svensk lantbrukare, riksdagsledamot (högern) och kommunalpolitiker.
Eriksson var ledamot av riksdagens andra kammare under 1921 (invald i Värmlands läns norra valkrets) samt ledamot av första kammaren från september 1925 till 1932, invald i Värmlands läns valkrets. Han var ledamot av Värmlands hushållningssällskaps förvaltningsutskott. Han skrev i riksdagen tre egna motioner bl.a. om höjd tull på industriprodukter.